# Szabóné Nagy Teréz
Szabóné Nagy Teréz (Békésszentandrás, 1935. december 27. – Budapest, 1985. május 14.) magyar jogász, az állam- és jogtudományok doktora (1973), egyetemi tanár.

## Élete és pályafutása
Az Eötvös Loránd Tudományegyetem Állam- és Jogtudományi Karán végzett 1958-ban, amit követően a büntetőjogi tanszéken folytatott tudományos kutatást. 1960-ban tanársegéd lett, 1965-ben docensi kinevezést kapott, 1973-ban a büntetőjogi tanszék vezetője, egyetemi tanár lett. 1974-es doktori disszertációjának címe A szocialista büntető igazságszolgáltatás egységesítése és differenciálása. Több tanulmánya is megjelent olyan folyóiratokban, mint a Jogtudományi Közlemények vagy a Magyar Jog, külföldön is publikált. Számos egyetemi jegyzetben, tankönyvben működött közre társszerzőként, szerkesztőként. A magyar büntetőeljárási jogszabályok kodifikációs munkálatait tanulmányok, javaslatok készítésével segítette. Kutatói munkájának fő fókuszában a büntető igazságszolgáltatás hatékonysága állt. Emellett a Nemzetközi Büntetőjogi Társaság magyar tagozatának volt vezetőségi tagja, valamint a Magyar Kriminológiai Társaság alapító tagja.
Halála súlyos betegség miatt következett be.

## Művei
- A büntető eljárási rendszer alapjai, Közgazdasági és Jogi Könyvkiadó, Budapest, 1966
- A büntetőeljárás egyszerűsítése (Tekintettel a csekélyebb jelentőségű bűntettekre), 	Közgazdasági és Jogi Könyvkiadó, Budapest, 1970
- Szabóné Dr. Nagy Teréz, Dr. Cséka Ervin, Dr. Szilágyi József, Dr. Lukács Tibor, Dr. Sasvári Tibor, Dr. Korda György, Dr. Szijártó Károly: Büntető eljárásjog, BM Tanulmányi és Propaganda Csoportfőnökség, 1974
- A szocialista büntető igazságszolgáltatás egységesítése és differenciálása, Közgazdasági és Jogi Könyvkiadó, Budapest, 1974, ISBN 963-220-050-0
- Vétség, bűntett, súlyos bűntett. Tanulmány a büntetőjogi felelősségrevonás belső differenciálásáról, Közgazdasági és Jogi Könyvkiadó, Budapest, 1977, ISBN 963-220-544-8
- Teréz Szabó: The Unification and Differentation in Socialist Criminal Justice, Akadémiai Kiadó, 1978
- Szerk.: Szabóné Nagy Teréz: Magyar büntető eljárási jog 1-2, egyetemi jegyzet, Tankönyvkiadó Vállalat, Budapest, 1982, 19842
- A büntető igazságszolgáltatás hatékonysága, Budapest, 1985